# Dell Curry
Dell Curry (Harrisonburg, 25 giugno 1964) è un ex cestista e allenatore di pallacanestro statunitense, professionista nella NBA.
È il padre di Stephen e di Seth Curry.

## Carriera
Dell Curry iniziò la sua carriera di guardia tiratrice prima nella squadra della Fort Defiance High School e poi in quella di Virginia Tech. Nel 1986 fu selezionato dagli Utah Jazz con la 15ª scelta al Draft NBA. Qui giocò per un solo anno, prima di essere ceduto nel 1987 ai Cleveland Cavaliers per un'altra stagione.
Nel 1988 fu scelto dagli Charlotte Hornets. Qui fu usato come tiratore da tre per ben 10 stagioni, infatti è piazzato nelle classifiche di questa squadra per punti, tiri da tre realizzati e tirati, per partite giocate e percentuale al tiro da 3 punti. Nella stagione 1993-94 ricevette anche il NBA Sixth Man of the Year Award. Dal 1998 giocò per una stagione con la squadra dei Milwaukee Bucks e le ultime 3 stagioni della sua carriera ai Toronto Raptors.
Nella sua carriera ha messo a referto una media di 11,7 punti a partita e il 40,2% al tiro da tre.

## Statistiche
| * | Primo nella lega |

### NCAA
| Anno      | Squadra           | PG  | PT | MP   | TC%  | 3P%  | TL%  | RP  | AP  | PRP | SP  | PP   |
| --------- | ----------------- | --- | -- | ---- | ---- | ---- | ---- | --- | --- | --- | --- | ---- |
| 1982-1983 | Virg. Tech Hokies | 32  | -  | 32,0 | 47,5 | -    | 85,0 | 3,0 | 3,3 | 1,8 | 0,6 | 14,5 |
| 1983-1984 | Virg. Tech Hokies | 35  | -  | 33,3 | 52,2 | -    | 75,9 | 4,1 | 2,7 | 2,5 | 0,6 | 19,3 |
| 1984-1985 | Virg. Tech Hokies | 29  | -  | 33,4 | 48,2 | 57,1 | 75,8 | 5,8 | 3,1 | 2,4 | 0,7 | 18,2 |
| 1985-1986 | Virg. Tech Hokies | 30  | -  | 37,2 | 52,9 | -    | 78,9 | 6,8 | 3,8 | 2,6 | 0,6 | 24,1 |
| Carriera  | Carriera          | 126 | -  | 33,9 | 50,5 | 57,1 | 78,5 | 4,8 | 3,2 | 2,3 | 0,6 | 19,0 |

### NBA

#### Regular season
| Anno      | Squadra             | PG   | PT | MP   | TC%  | 3P%   | TL%  | RP  | AP  | PRP | SP  | PP   |
| --------- | ------------------- | ---- | -- | ---- | ---- | ----- | ---- | --- | --- | --- | --- | ---- |
| 1986-1987 | Utah Jazz           | 67   | 0  | 9,5  | 42,6 | 28,3  | 78,9 | 1,2 | 0,9 | 0,4 | 0,1 | 4,9  |
| 1987-1988 | Cleveland Cavaliers | 79   | 8  | 19,0 | 45,8 | 34,6  | 78,2 | 2,1 | 1,9 | 1,2 | 0,3 | 10,0 |
| 1988-1989 | Charlotte Hornets   | 48   | 0  | 16,9 | 49,1 | 34,5  | 87,0 | 2,2 | 1,0 | 0,9 | 0,1 | 11,9 |
| 1989-1990 | Charlotte Hornets   | 67   | 13 | 27,8 | 46,6 | 35,4  | 92,3 | 2,5 | 2,4 | 1,5 | 0,4 | 16,0 |
| 1990-1991 | Charlotte Hornets   | 76   | 14 | 19,9 | 47,1 | 37,2  | 84,2 | 2,6 | 2,2 | 1,0 | 0,3 | 10,6 |
| 1991-1992 | Charlotte Hornets   | 77   | 0  | 26,2 | 48,6 | 40,4  | 83,6 | 3,4 | 2,3 | 1,2 | 0,3 | 15,7 |
| 1992-1993 | Charlotte Hornets   | 80   | 0  | 26,2 | 45,2 | 40,1  | 86,6 | 3,6 | 2,3 | 1,1 | 0,3 | 15,3 |
| 1993-1994 | Charlotte Hornets   | 82   | 0  | 26,5 | 45,5 | 40,2  | 87,3 | 3,2 | 2,7 | 1,2 | 0,3 | 16,3 |
| 1994-1995 | Charlotte Hornets   | 69   | 0  | 24,9 | 44,1 | 42,7  | 85,6 | 2,4 | 1,6 | 0,8 | 0,3 | 13,6 |
| 1995-1996 | Charlotte Hornets   | 82   | 29 | 28,9 | 45,3 | 40,4  | 85,4 | 3,2 | 2,1 | 1,3 | 0,3 | 14,5 |
| 1996-1997 | Charlotte Hornets   | 68   | 20 | 30,6 | 45,9 | 42,6  | 80,3 | 3,1 | 1,7 | 0,9 | 0,2 | 14,8 |
| 1997-1998 | Charlotte Hornets   | 52   | 1  | 18,7 | 44,7 | 42,1  | 78,8 | 1,9 | 1,3 | 0,6 | 0,1 | 9,4  |
| 1998-1999 | Milwaukee Bucks     | 42   | 0  | 20,6 | 48,5 | 47,6* | 82,4 | 2,0 | 1,1 | 0,9 | 0,1 | 10,1 |
| 1999-2000 | Toronto Raptors     | 67   | 9  | 16,3 | 42,7 | 39,3  | 75,0 | 1,5 | 1,3 | 0,5 | 0,1 | 7,6  |
| 2000-2001 | Toronto Raptors     | 71   | 1  | 13,5 | 42,4 | 42,8  | 84,3 | 1,2 | 1,1 | 0,4 | 0,1 | 6,0  |
| 2001-2002 | Toronto Raptors     | 56   | 4  | 15,8 | 40,6 | 34,4  | 89,2 | 1,4 | 1,1 | 0,4 | 0,1 | 6,4  |
| Carriera  | Carriera            | 1083 | 99 | 21,7 | 45,7 | 40,2  | 84,3 | 2,4 | 1,8 | 0,9 | 0,2 | 11,7 |

#### Play-off
| Anno     | Squadra             | PG | PT | MP   | TC%  | 3P%  | TL%   | RP  | AP  | PRP | SP  | PP   |
| -------- | ------------------- | -- | -- | ---- | ---- | ---- | ----- | --- | --- | --- | --- | ---- |
| 1987     | Utah Jazz           | 2  | 0  | 2,0  | 0,0  | 0,0  | -     | 0,0 | 0,0 | 0,0 | 0,0 | 0,0  |
| 1988     | Cleveland Cavaliers | 2  | 0  | 8,5  | 25,0 | 0,0  | -     | 0,5 | 1,0 | 0,0 | 0,5 | 1,0  |
| 1993     | Charlotte Hornets   | 9  | 0  | 24,7 | 43,3 | 28,6 | 81,8  | 3,6 | 2,0 | 1,4 | 0,0 | 11,0 |
| 1995     | Charlotte Hornets   | 4  | 0  | 26,8 | 47,1 | 42,9 | 90,9  | 2,3 | 1,5 | 0,0 | 0,0 | 12,8 |
| 1997     | Charlotte Hornets   | 3  | 1  | 16,7 | 29,4 | 25,0 | 100,0 | 0,3 | 1,7 | 1,3 | 0,0 | 4,7  |
| 1998     | Charlotte Hornets   | 9  | 0  | 19,0 | 40,4 | 25,0 | 85,7  | 2,1 | 1,1 | 0,8 | 0,3 | 5,8  |
| 1999     | Milwaukee Bucks     | 3  | 0  | 16,3 | 13,3 | 12,5 | 100,0 | 1,3 | 0,3 | 1,0 | 0,0 | 3,0  |
| 2000     | Toronto Raptors     | 3  | 0  | 10,0 | 50,0 | 66,7 | 50,0  | 0,7 | 0,3 | 0,7 | 0,0 | 2,3  |
| 2001     | Toronto Raptors     | 12 | 0  | 15,2 | 42,2 | 37,8 | 83,3  | 1,2 | 0,8 | 0,5 | 0,1 | 6,5  |
| 2002     | Toronto Raptors     | 4  | 0  | 14,8 | 40,0 | 80,0 | 100,0 | 1,3 | 1,0 | 1,3 | 0,5 | 7,0  |
| Carriera | Carriera            | 51 | 1  | 17,5 | 40,0 | 35,0 | 87,0  | 1,7 | 1,1 | 0,8 | 0,1 | 6,7  |

#### Massimi in carriera
- Massimo di punti: 38 vs Toronto Raptors (2 novembre 1996)[1]
- Massimo di rimbalzi: 11 vs Philadelphia 76ers (14 aprile 1996)
- Massimo di assist: 10 vs Golden State Warriors (6 febbraio 1992)
- Massimo di palle rubate: 7 vs Houston Rockets (30 dicembre 1989)
- Massimo di stoppate: 3 (4 volte)
- Massimo di minuti giocati: 46 vs Toronto Raptors (9 gennaio 1996)

## Palmarès

### Giocatore
- McDonald's All-American Game (1982)
- NCAA AP All-America Second Team (1986)
- NBA Sixth Man of the Year (1994)
- Miglior tiratore da tre punti NBA (1999)